# Jan Otto

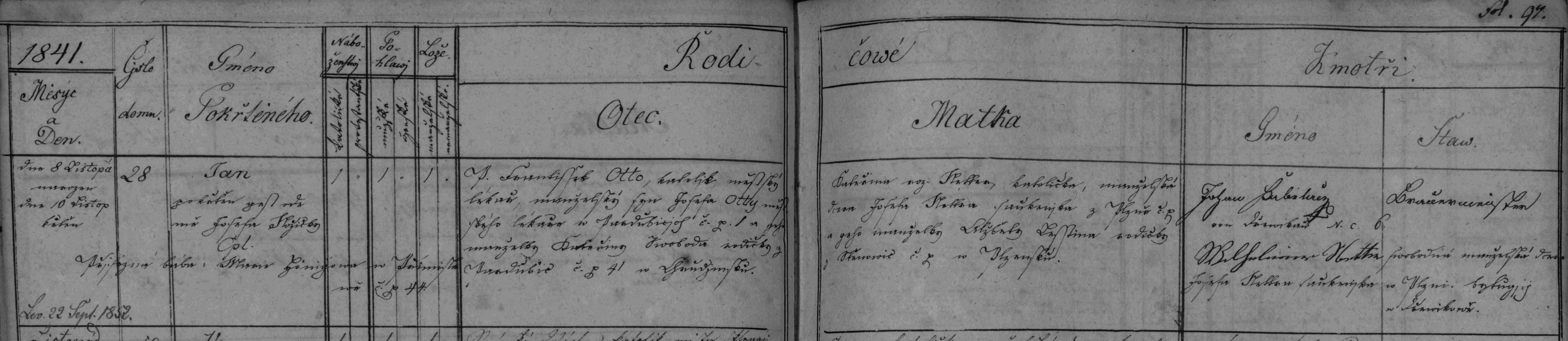
Matriční zápis o narození a křtu Jana Otty (matrika N 1768–1850 farnost Přibyslav (SOA Zámrsk))

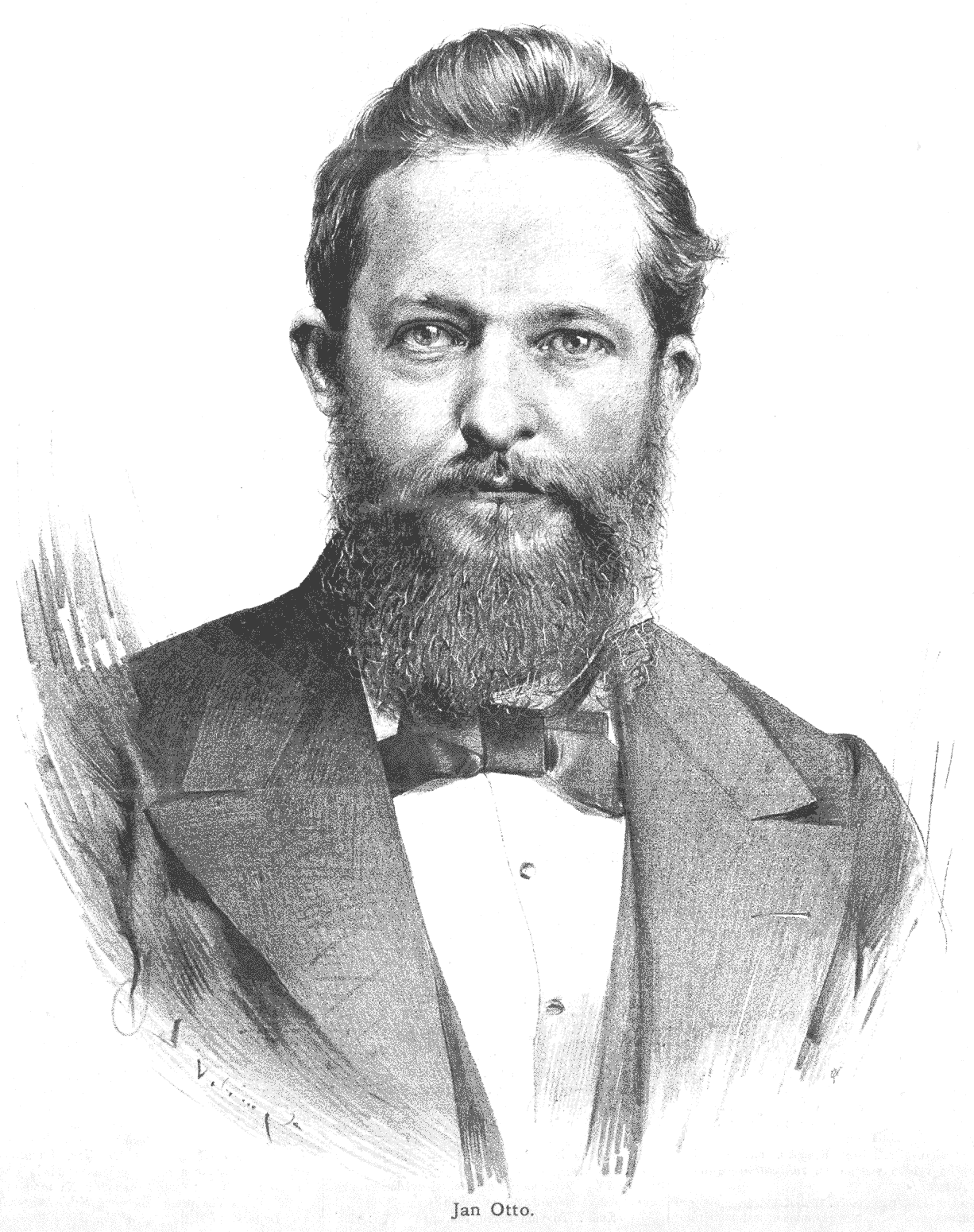
Jan Otto (1841–1916)

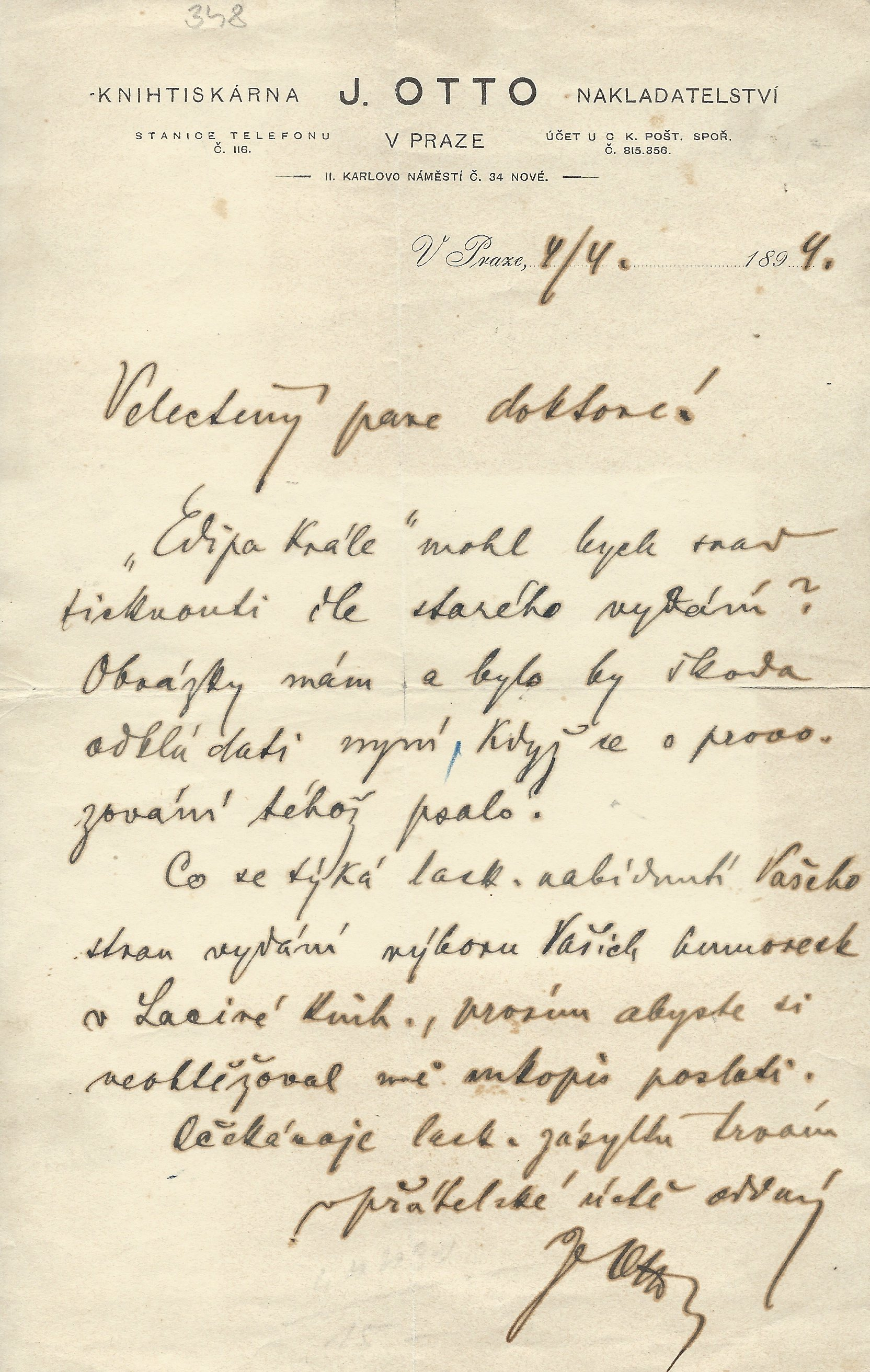
Rukopisný dopis nakladatele

Jan Otto (8. listopadu 1841 Přibyslav – 29. května 1916 Praha) byl český knihkupec a nakladatel, vydavatel největší české tištěné encyklopedie, Ottova slovníku naučného.

## Život

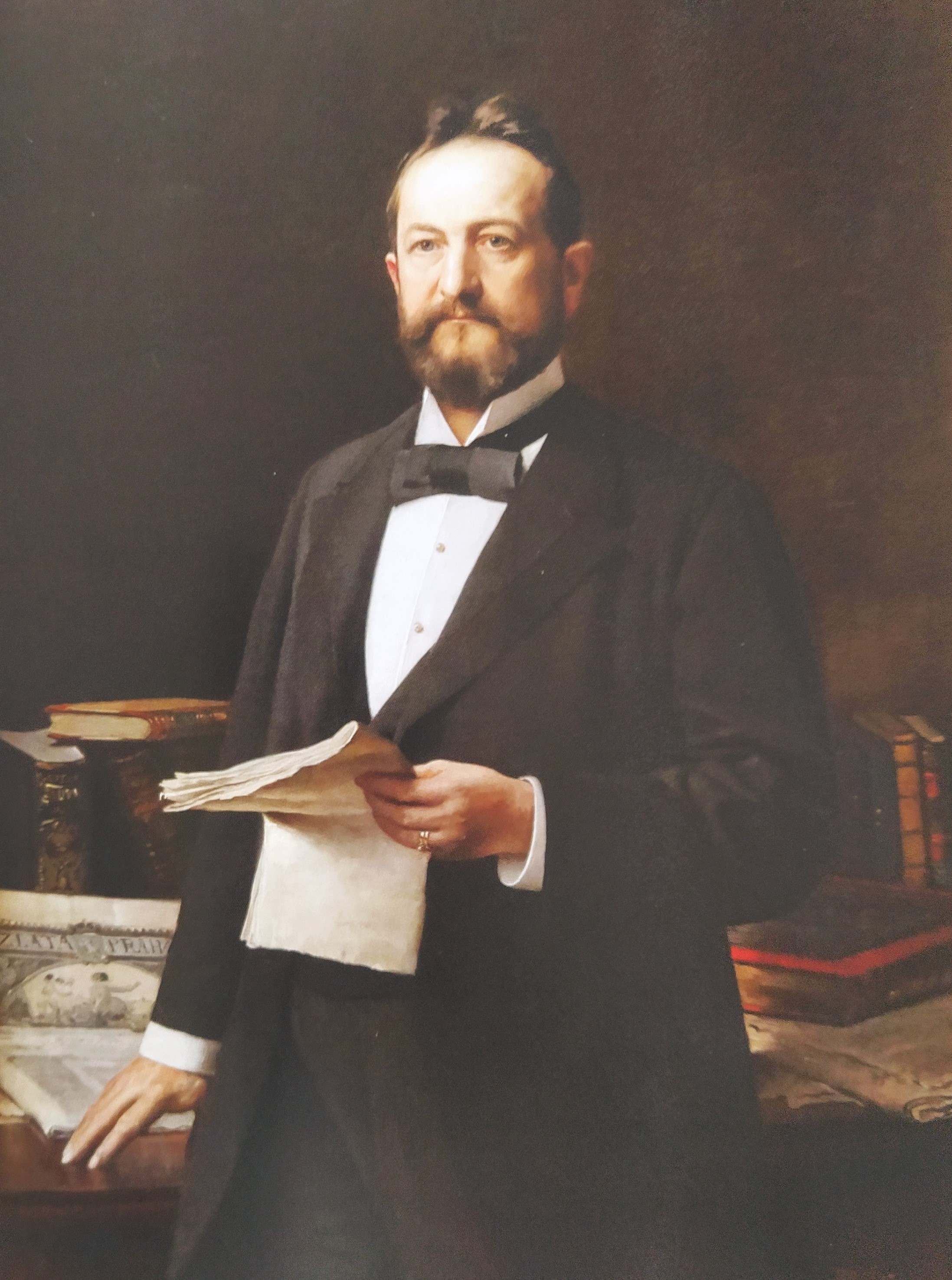
Jan Otto (Václav Brožík, 1893, Národní muzeum Praha)

Jan Otto se narodil v Přibyslavi v domě čp. 42 na dnešním Bechyňově náměstí jako nejstarší z pěti dětí v rodině vojenského ranhojiče. Janovi rodiče nemohli synovi platit studia, proto ukončil školní docházku ve 13 letech a odešel do Prahy, kde se vyučil kupcem. Jeho pozornost ovšem nejvíce upoutal knihtisk, a v 21 letech získal zaměstnání v tiskárně bratří Grégrů, kde poté působil deset let jako účetní a disponent. Svou pílí, pracovitostí a roku 1869 také výhodným sňatkem s Miladou (* 1848), dcerou zámožného pražského tiskaře, nakladatele a knihkupce Jaroslava Pospíšila, se postupně osamostatnil. V dubnu roku 1871 převzal Grégrův podnik na Václavském náměstí, kde úspěšně provozoval nakladatelství a knihkupectví.

### Vydavatelská činnost
Vydával knihy z nejrůznějších oborů – od nenáročné lidové četby (edice Matice lidu a Laciná národní knihovna) přes cestopisy a odborné publikace z nejrůznějších oborů (filozofie, matematika, jazykověda), slovníky, ale i časopisy (Zlatá Praha, Lumír, Ilustrovaný svět, Světozor, humoristický Paleček). Mezi známá díla, která vydal, patřil i Brehmův Život zvířat, ilustrované Povídky, arabesky a humoresky Svatopluka Čecha a rozsáhlý cyklus Čechy. V letech 1874–1884 provozoval Jan Otto i sortimentní knihkupectví. Z Václavského náměstí nejprve přesídlil v roce 1879 do Jungmannovy ulice, až nakonec roku 1883 získal vlastní dům čp. 534/II U Žateckých, západní křídlo na Karlově náměstí 34 (východní sahalo až do Malé Štěpánské), kde dále rozvíjel svou činnosta jeho tiskárna se zařadila mezi nejúspěšnější v českých zemích. Úspěšně konkurovala nakladatelstvím Vilímka a Topiče). V roce 1899 Otto prodal svou tiskárnu České grafické společnosti a dále pokračoval pouze v práci nakladatelské. V témže roce otevřel filiální prodejnu svých knih v ulici Gluckgasse č. 3 v centru Vídně.

#### Ottův slovník naučný
Ottovým největším, nejznámějším a dodnes nepřekonaným dílem je Ottův slovník naučný, který ve 27 dílech vycházel v letech 1888–1908 (dva dodatky vyšly v roce 1909). Dočkal se několika reedicí a na sklonku 20. století byl vydán i na moderním médiu CD-ROM. Vedle „velké“ verze byly vydány i Malý Ottův slovník naučný (dva díly 1905–1906) a Ottův kapesní slovník naučný (1908).

### Společenský život a ocenění
Kromě své plodné vydavatelské práce byl aktivně činný také ve společenském životě své doby. Byl členem mnoha spolků, např. Sokola, Umělecké besedy, Merkuru, První občanské záložny, Průmyslové jednoty, výboru pro stavbu Národního divadla, vedení Pojišťovny Praha a vedení Živnostenské banky. Působil též ve výkonném výboru Zemské jubilejní výstavy (1891) a výkonném výboru Národopisné výstavy (1895). V roce 1912 byl dokonce jmenován císařským radou a doživotním členem panské sněmovny. Udržoval čilé styky s předními osobnostmi své doby (např. T. G. Masaryk, Edvard Beneš) a obdržel řadu vyznamenání – např. rytíř řádu Františka Josefa (1891, za účast na zemské jubilejní výstavě), zlatou medaili města Prahy (1896), řád Železné koruny III. třídy (1898, udělen knížetem Mikulášem Černohorským), zlatou medaili na Světové výstavě v Paříži (1900) či titul Knihkupec české univerzity od Univerzity Karlovy.
Ve svém rodném kraji podporoval Otto vzdělávací a osvětové spolky, probouzející se český národohospodářský život (spolupracoval např. s Františkem Malinským) a nemalou měrou se zasloužil např. o sbírku peněz a později i realizaci Žižkovy mohyly nedaleko Přibyslavi, připomínající úmrtí vojevůdce Jana Žižky (odhalena byla roku 1874). Za své zásluhy o Přibyslav byl v roce 1912 jmenován čestným občanem tohoto města. Na jeho popud se konala též první pouť Čechů do Kostnice (místo úmrtí Jana Husa). Připisuje se mu i autorství nápadu uspořádání finanční sbírky k získání prostředků pro stavbu Národního divadla. V roce 1870 v rámci spolku obchodníků Merkur prosadil návrh na zřízení Českoslovanské akademie obchodní s češtinou jako vyučovacím jazykem, jejímž místopředsedou a později předsedou se stal. V době jeho správy se škola rozrostla o tři vlastní budovy a byl založen penzijní fond pro profesorský sbor. Nadace založená školou v roce 1901 obdržela na jeho počest jméno Ottovo nadání jubilejní. Ve svém oboru působil Jan Otto deset let jako starosta grémia knihtiskařů, vedoucí Spolku českých knihkupců a nakladatelů a v dalších podobných pozicích. Byl spoluzakladatelem české grafické a nakladatelské společnosti Unie.

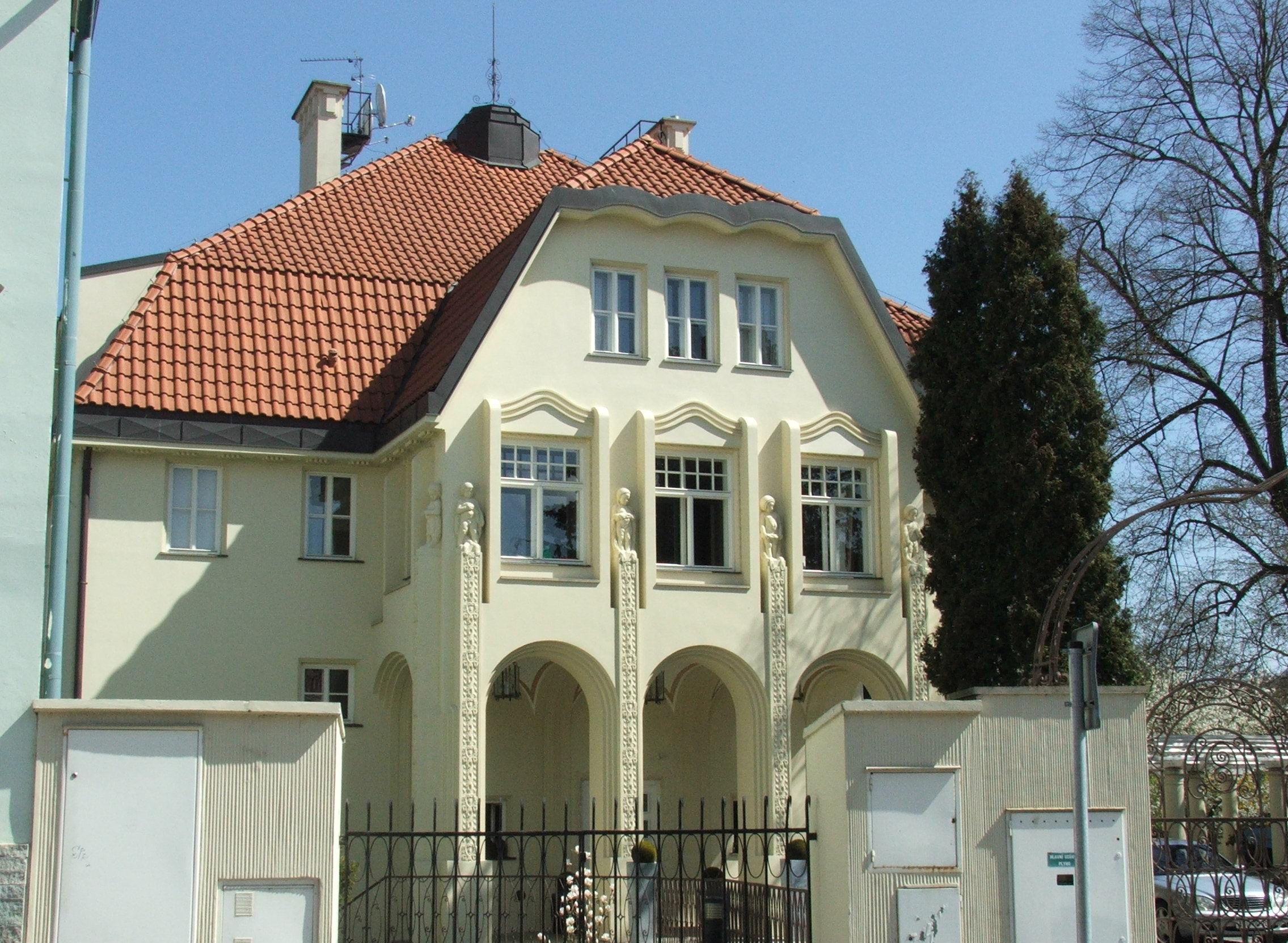
Vila nakladatele Jana Otty, Žitavského ulice 135, Praha-Zbraslav, arch. Otakar Novotný

### Úmrtí a odkaz
Jan Otto zemřel v Praze uprostřed první světové války, 29. května 1916, ale činný byl až téměř do své smrti a jen několik týdnů před ní vyjádřil potěšení z toho, že „písemnictví naše dříve chudé začíná se rozmáhati do šířky i do hloubky“. Při impozantním pohřbu bylo jeho tělo pochováno na Vyšehradském hřbitově. V rodné Přibyslavi se den po jeho úmrtí sešla smuteční schůze městského zastupitelstva a bylo rozesláno na 200 smutečních oznámení. Pohřbu Jana Otty v Praze se jako zástupci města zúčastnili starosta Jan Bechyně a tři další členové městské rady.
Při příležitosti 40. výročí od zahájení Ottovy nakladatelské činnosti – v roce 1911 – na svou spolupráci s ním vzpomínaly a blahopřejné dopisy mu zaslaly osobnosti jako Alois Jirásek, Ignát Herrmann, Eliška Krásnohorská a Josef Šváb-Malostranský.

## Rodina
Ottova manželka Milada, rozená Pospíšilová (1848–1890) zemřela ve 42 letech, když předtím pohřbila dva syny ve věku nemluvňat. Nejstarší ze čtyř dcer Marie (* 1871) se provdala za historika umění Karla Boromejského Mádla. Ze tří synů přežil jen nejmladší Jaroslav Vladimír Otto (* 1883), vyučený jako knihkupec. V nakladatelské činnosti svého otce pro rodinné dědické spory dlouho nepokračoval. Jeho čtyři o 9 až 13 let starší provdané sestry a jejich manželé měli jiné podnikatelské záměry. Podnik se dostal do rukou cizím osobám, takže v roce 1941 Eduard Bass již pouze konstatoval, že pro „nemoudré chápání piety […] došlo k téměř úplnému rozpadu všeho, co pracné úsilí Jana Otty vytvořilo.“
Rodný dům Jana Otty v Přibyslavi byl zničen při bombardování města na konci války v roce 1945. Na dvoře nedalekého Kurfürstova domu byla umístěna a 8. září 1996 slavnostně odhalena pamětní deska Jana Otty od přibyslavského akademického sochaře a starosty Romana Podrázského.
Pražským bydlištěm rodiny Jana Otty byl v 80. letech 19. století dům čp. 257/II na nároží Myslíkovy a Náplavní ulice (nahrazený roku 1921 novostavbou), později kromě dvojdomu tiskárny čp. 552–554/II na Karlově náměstí především rodinná vila na Zbraslavi, kde Jan Otto zemřel.

## Vyznamenání
| Řád Františka Josefa, V. třída: rytíř | Řád Františka Josefa, V. třída: rytíř, udělen 1891 |
| Řád železné koruny, III. třída        | Řád železné koruny , III. třída, udělen 1898       |